# 真腔吻鱈
真腔吻鱈，為輻鰭魚綱鱈形目鼠尾鱈科的其中一種，分布於東北大西洋及地中海海域，屬深海底棲性魚類，棲息深度90-1125公尺，本魚頭大、眼大，吻部尖形，發光器官位於腹鰭基底，體色灰白色至灰褐色，體長可達48公分，棲息在底中層水域，以腹足類、頭足類、甲殼類等為食，生活習性不明，可做為食用魚。